# Poecilomerus saga
Poecilomerus saga är en insektsart som beskrevs av Heinrich Hugo Karny 1907. Poecilomerus saga ingår i släktet Poecilomerus och familjen vårtbitare. Inga underarter finns listade i Catalogue of Life.